# Yves Camus
Pour les articles homonymes, voir Camus.
Yves Camus (né le 13 mai 1930 à Nantes et mort le 27 juin 2025 à Nogent-le-Phaye,) est un athlète français spécialiste du sprint.

## Palmarès
- 30 sélections en Équipe de France A

| Date | Compétition           | Lieu      | Place | Épreuve   |
| ---- | --------------------- | --------- | ----- | --------- |
| 1950 | Championnats d'Europe | Bruxelles | 2e    | 4 × 100 m |
| 1952 | Jeux olympiques       | Helsinki  | 5e    | 4 × 100 m |

- Il remporte la médaille d'argent du relais 4 × 100 mètres lors des Championnats d'Europe 1950 de Bruxelles aux côtés de Étienne Bally, Jacques Perlot et Jean-Pierre Guillon. L'équipe de France, qui établit le temps de 41 s 8, s'incline face à l'Union soviétique.
- Champion de France du 400 mètres en 1952.
- Il a détenu par deux fois le Record de France du relais 4 × 100 mètres : 41 s 0 en 1950 puis 40 s 8 en 1952.
- Ses records personnels sont de 10 s 7 sur 100 m (1950), 21 s 5 sur 200 m (1950) et 47 s 8 sur 400 m (1952).